# Carlos Gracie
Carlos Gracie (14 septembre 1902 - 7 octobre 1994) était l'aîné des frères Gracie (Carlos - Oswaldo - Gastao Jr - Georges - Hélio). Carlos apprit le Ju-Jitsu de Mitsuo Maeda un Japonais expatrié un temps au Brésil. Carlos étudia avec Maeda de 1916 à 1920. Carlos est à l'origine de la création du Gracie Jiu Jitsu (GJJ) désormais mondialement connu. En 1925 il ouvrit la toute première académie de Gracie Jiu-Jitsu. Il enseigna son Art à ses jeunes frères. Chacun des frères Gracie contribua à l'évolution technique du Gracie Jiu-Jitsu, mais c'est Hélio Gracie le plus jeune des cinq qui y contribua le plus. Plus tard Carlos s'occupa de la carrière de son jeune frère Hélio qui était devenu un combattant professionnel. Carlos eu au total 21 enfants, de plusieurs femmes différentes. Certains de ses enfants et petits enfants sont de nos jours de brillants professeurs de Gracie Jiu-Jitsu. Carlson Gracie, son premier fils, et le plus connu d'entre eux, reçut sa ceinture noire de ses propres mains et devint un des personnages les plus influents et les plus respectés du jiu-jitsu brésilien.